# Puluwat
Puluwat, Polowat oder Poluwat (veraltet auch Poloot, Poloat oder Puluhot) ist ein Atoll des mikronesischen Bundesstaates Chuuk. Das Puluwat-Atoll liegt südlich des Atolls Pulap sowie westlich der Chuuk-Inseln. Das Atoll hat fünf Inseln, die auf der Kante des Korallenriffs liegen und die zusammengenommen eine Landfläche von 3,4 km² aufweisen.
Puluwat hat im Vergleich zu den meisten mikronesischen Atollen nur eine kleine Lagune und inklusive Lagune auch nur eine Gesamtfläche von 7 km². Im erweiterten Sinn jedoch kann Puluwat als Teil eines sehr viel größeren, zumeist überfluteten Atolls gelten, nämlich der Uranie Bank, die sich von den Inseln aus Richtung Südosten erstreckt und eine Gesamtfläche von 332 km² einnimmt. Im Nordwesten schließt sich die Enderby Bank an. Diese ist jedoch kein Teil der gleichen Atollstruktur, sondern von Puluwat durch einen tiefen Kanal getrennt.
Als erster Europäer erreichte der englische Entdecker James Mortlock die Inseln 1795. Ihm folgte der spanische Seefahrer Juan Ibargoitia 1799.
Inseln: (im Uhrzeigersinn, beginnend im Süden):
- Sau (kleinste Insel, zwei Hektar)
- Alet (die westlichste Insel des gesamten Bundesstaats Chuuk)
- To
- Bangelab (Elangelab)
- Puluwat (Hauptinsel und einzige bewohnte Insel)

Die kleinen Inseln sind bewaldet, haben aber meist einige Kokospalmen.
Es gibt drei Dörfer auf der Westseite der Hauptinsel Puluwat mit einer Gesamtbevölkerung von 745 Einwohnern (Stand 2010); von Norden nach Süden:
- Relong
- Lugav
- Rewo

Die Einwohner von Puluwat haben seit Jahrhunderten Fischereirechte auf der Uraniebank sowie auch auf dem nordwestlich benachbarten Enderby Reef beansprucht und ausgeübt.